# 目的論
目的論（英語：Teleology）属于哲學的範疇，致力于探討事物產生的目的、本源和其歸宿。

## 正反論調
傳統上目的論與哲學自然論（或偶然論）是對立的。例如，自然論者會認為人有眼睛所以人有視力，即所謂「形式決定功能」（function following form）；相反，目的論者認為人有眼睛因為人需要視覺，即是所謂的「功能決定形式」（form follows function）。
以下阿里士多德和卢克莱修的言論，正好反映了目的論與自然論的對立。
|                                     | 大自然裡，生物的器官順着功能而演變，功能不是順着器官而來。 |
| ——阿里士多德，De Partibus Animalium |                                                            |

|                             | 身體不是因應我們的需要而造，存在是功能的因。 |
| ——卢克莱修，De Rerum Natura |                                              |

## 外在和內在
目的論認為事物的存在源於「最終目的」，這可分為兩種：
- 外在最終目的（extrinsic finality）：某東西的存在目的是為了其他東西的福祉。例如，礦物質的存在注定是為了植物的生存，而植物的存在則注定是為了動物的生存。
- 內在最終目的（Intrinsic finality）：某東西的存在目的，是為了自然而然達成完善自己這個目的。

過份強調外在最終目的，很容易凡事都訴諸鬼神，導致迷信。例如，「如果我今天不來這商店，我就不會發現地上的100元。這是神的旨意，他要我到商店來發現這錢。」或者「我贏錢全靠這對幸運襪。」類似的想法被培根（"De Dignitate et Augmentis Scientiarum," III, iv）、笛卡兒（"Principia Philosophiæ", I, 28; III, 2, 3; "Meditationes", III, IV）和史賓諾沙（Ethica, I, prop. 36 app.）所批評。
內在最終目的則提供了上帝或其他超自然力量存在的論據，也是智能设计论的理論基礎。支持者認為它解決了自然論的基本缺陷：自然論只探討即時的原因和事件發生的機制，但忽略了事件發生的最終原因。

## 古典希臘目的論
亚里士多德認為，將所有事情都視為必然是錯誤的，因為這樣忽略了事情的目的、秩序和背後的最終原因。
可是，德谟克利特忽略了最終原因，將所有自然的規律視為理所當然。的確這些規律是必然的，但他們背後有其最終原因…把必然當成原因，無異於水腫病人被放水單純是因為刀刺入他，而不是為了治癒他。
亚里士多德將事物的發展因分四種：物質因、形式因、動因和目的因。

## 現代/後現代哲學
歷史上，目的論被視為承繼了亞里士多德的理念。其後康德探究了目的論的原理，而黑格爾也以目的論為思辨哲學的中心思想，馬克思及其他新黑格爾學派也有跟隨。

## 阿德勒心理學
在《被討厭的勇氣》當中，也提及了目的論的解說。該書提及，有不少人認為情緒和心理疾病是認為受過去的事情所影響，從而去追尋原因，此為原因論。然而作者認為由此會落入了命定論。因此他提出了阿德勒心理學的目的論，他認為不論情緒、心理疾病等都是為了達到某種目的而產生出來。例如一個人生氣是受到別人所影響，然而阿德勒則會解釋成是因為要達到震懾別人的目的所以採取憤怒的方式。

## 科學

### 人择原理
在物理學和天文學範疇，近年以目的論為基礎的研究出現，被冠以人择原理之名。人择原理想解決的問題是：為什麼宇宙從極度簡單的狀態（大爆炸）發展到如此複雜，甚至發展到適合人類如此複雜的生物生存？

### 科技
在科技的領域，「目的」的研究由來已久。「目的機制」（即調整運作的反饋）研究可追溯至1700年代末期瓦特在蒸汽機裝置調節器（governor）。近年，學者將機器中的「目的研究」稱為反饋機制。諾伯特·維納以控制论（cybernetics）一詞代表「目的機制」的研究。

## 參閱
- 自然主义
- 控制论
- 人择原理

## 引用和注释
1. ↑  De Partibus Animalium (On the Parts of Animals), IV, xii, 694b; 13
2. ↑  De Rerum Natura (On the Nature of Things), IV, 833; cf. 822-56.  William Leonard's translation is very different: "Since naught is born in body so that we / May use the same, but birth engenders use".
3. ↑  岸見一郎; 古賀史健. . . 臺灣: 究竟. 2014-10-30  [2021-07-30]. ISBN 9789861371955. （原始内容存档于2021-11-10） （中文（繁體））.

## 外部連結
- 張汝倫：〈什麼是「自然」？〉 （页面存档备份，存于）（2011）

## 延伸閱讀
- Aristotle, Metaphysics Book Theta (translated with an introduction and commentary by Stephen Makin), Oxford University Press, 2006. (ISBN 0-19-875108-7 / 978-0-19-875108-3)
- John D. Barrow and Frank J. Tipler, The Anthropic Cosmological Principle, Oxford University Press, 1986. (ISBN 0-19-282147-4)
- Julian Bigelow, Arturo Rosenblueth, and Norbert Wiener, 1943, "Behavior, Purpose and Teleology," Philosophy of Science 10: 18-24.
- Monte Ransome Johnson, Aristotle on Teleology, Oxford University Press, 2005. (ISBN 0-19-928530-6 / 978-0-19-928530-3)
- Kelvin Knight, Aristotelian Philosophy: Ethics and Politics from Aristotle to MacIntyre, Polity Press, 2007. (ISBN 978-0-7456-1977-4 / 0-745-61977-0)
- Georg Lukacs. History and Class Consciousness. (ISBN 0-262-62020-0)
- Horkheimer and Adorno. Dialectic of Enlightenment. (ISBN 0-8047-3632-4)
- Alasdair MacIntyre, 'First Principles, Final Ends, and Contemporary Philosophical Issues', in idem., The Tasks of Philosophy: Selected Essays, Volume 1, Cambridge University Press, 2006. (ISBN 978-0-521-67061-6 / 0-521-67061-6)
- Herbert Marcuse. Hegel's Ontology and the Theory of Historicity. (ISBN 0-262-13221-4)
- Lowell Nissen, Teleological Language in the Life Sciences, Rowman & Littlefield, 1997 (ISBN 0-8476-8694-9)